# Melophasma
Melophasma is een geslacht van Phasmatodea uit de familie Prisopodidae. De wetenschappelijke naam van dit geslacht is voor het eerst geldig gepubliceerd in 1906 door Redtenbacher.

## Soorten
Het geslacht Melophasma omvat de volgende soorten:
- Melophasma antillarum (Caudell, 1914)
- Melophasma brachypterum Conle, Hennemann & Gutiérrez, 2011
- Melophasma colombianum Conle, Hennemann & Gutiérrez, 2011
- Melophasma vermiculare Redtenbacher, 1906